# Bråxvik (naturreservat)
Bråxvik är ett naturreservat i Norrköpings kommun i Östergötlands län.
Området är naturskyddat sedan 2002 och är 97 hektar stort. Reservatet ligger på nordöstra delen Vikbolandet vid Bråviken.  Reservatet består av gammal barrskog, av främst tall, och havsstrandängar. 